# باكستر برايس
باكستر برايس (بالإنجليزية: Baxter Price)‏ هو مالك فريق ناسكار ‏ ومهندس أمريكي، ولد في 29 نوفمبر 1938 في مونرو في الولايات المتحدة.